# Tuensang (distrikt)
Tuensang (hindi: ट्वेनसांग जिला) er et distrikt i den indiske delstat Nagaland. Distriktets hovedstad er Tuensang.

## Demografi
Ved folketællingen i 2011 var der 196,801 indbyggere i distriktet, mod 414,801 i 2001. Den urbane befolkningen udgør 18,72 % af befolkningen.
Børn i alderen 0 til 6 år udgjorde 17,75 % i 2011 mod 15,88 % i 2001. Antallet af piger i den alder per tusinde drenge er 935 i 2011 mod 968 i 2001.